# Tazmalt
Tazmalt là một đô thị thuộc tỉnh Béjaïa, Algérie. Dân số thời điểm năm 2002 là 25.974 người.